# 馬瀬村立総島小学校下山分校
馬瀬村立立総島小学校下山分校（まぜそんりつ そうじましょうがっこう　しもやまぶんこう）は、かつて岐阜県益田郡馬瀬村に存在した公立小学校の分校。

## 概要
- 総島小学校の分校であった。校区の下山地区は馬瀬村の最南部の地区である。
- 下山地区が岩屋ダムのダム湖（東仙峡金山湖）に沈むため全住民が移転[1]したことにより、1971年廃校。
- 校舎は移築され、馬瀬村の名丸地区の建設会社の砕石工場の事務所に転用された[2]。

## 沿革
- 1905年（明治38年） - 馬瀬村大字下山に総島尋常小学校下山分教場として開校。
- 1907年（明治40年） - 総島尋常高等小学校下山分教場に改称する。
- 1910年（明治44年） - 尋常科1～6年生の通学となる[注釈 3]。児童数が少ないため、1学級編成となる。
- 1941年（昭和16年）4月1日 - 総島国民学校下山分教場に改称する。
- 1947年（昭和22年）4月1日 - 馬瀬村立総島小学校下山分校に改称する。
- 1971年（昭和46年）6月1日 - 廃校。